# Ørland
Ørland est une commune norvégienne située dans le comté de Trøndelag.

## Géographie
La commune occupe un territoire de 457 km2 à l'extrémité sud-ouest de la péninsule de Fosen, baignée par la mer de Norvège au nord et à l'ouest et par le Stjørnfjord, bras du fjord de Trondheim au sud.

## Histoire
Créée en 1838, la commune comprend alors au nord-est le district de Bjugn qui est détaché en 1853 et devient une commune distincte. Son centre administratif est alors à Brekstad. En 1896, le district de Værnes, situé au sud de l'autre côté du Stjørnfjord, est à son tour détaché pour former la commune d'Agdenes. Elle fait partie du comté de Sør-Trøndelag puis de celui de Trøndelag depuis 2018.
Le 1er janvier 2020, Bjugn fusionne avec Ørland dont le centre administratif est fixé à Botngård.

## Activités
Une importante base aérienne se trouve sur son territoire et constitue le principal employeur de la commune.
Le reste de l'activité économique comprend l'agriculture, les services publics et le commerce.

## Politique et administration
La commune est dirigée par un conseil municipal de trente-cinq membres élus pour quatre ans.
| Période                                  | Période  | Identité           | Étiquette    | Qualité |
| ---------------------------------------- | -------- | ------------------ | ------------ | ------- |
| 2003                                     | 2015     | Hallgeir Grøntvedt | Centre       |         |
| 2015                                     | En cours | Tom Myrvold        | Conservateur |         |
| Les données manquantes sont à compléter. |          |                    |              |         |

## Sites et monuments
- La commune abrite une aire de protection des oiseaux, classée site Ramsar.
- Le manoir d'Austrått a été construit en 1656 et restauré au XXe siècle.
- Le fort d'Austrått est un ouvrage d'artillerie côtière construit en 1942 par la Wehrmacht pendant l'occupation allemande de la Norvège.
- Le phare de Kjeungskjær s'élève depuis 1880 sur une île du fjord de Bjugn.

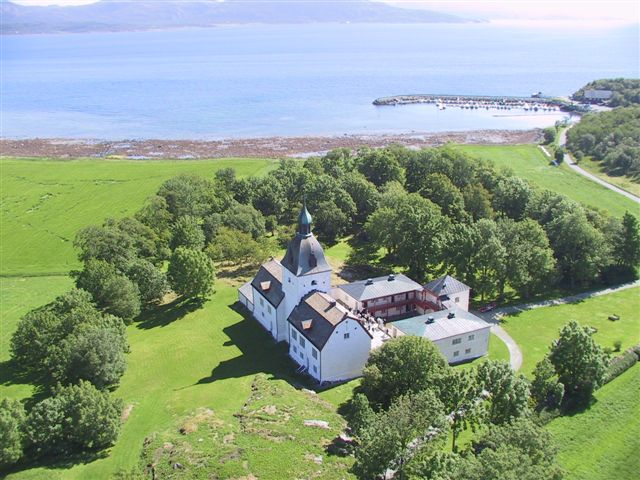
Le manoir d'Austrått.

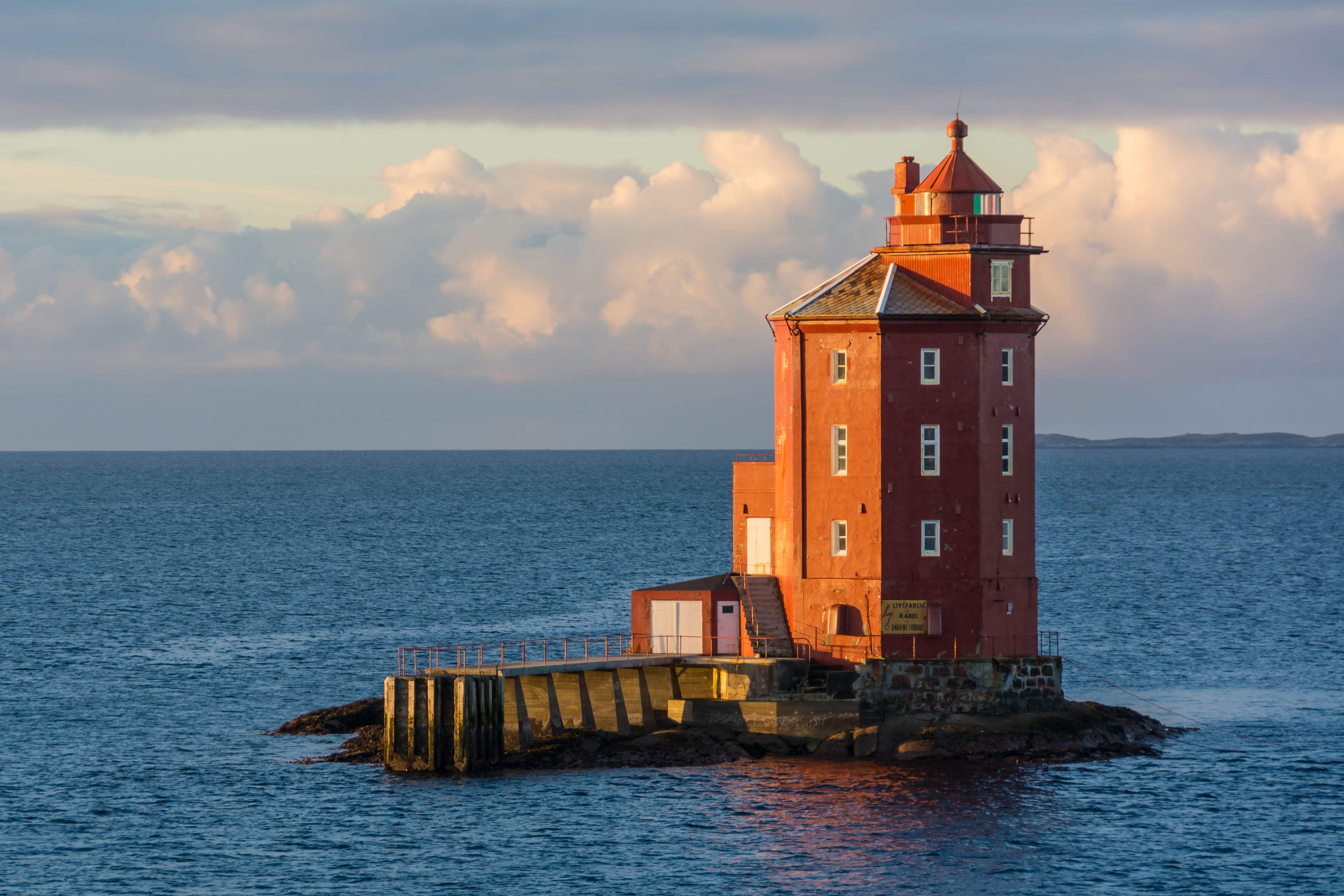
Le phare de Kjeungskjær.

## Personnalités liées à la commune
- Håkon Grjotgardsson (mort en 917).
- Inger Ottesdotter Rømer (vers 1475-1555).